# Pétrole de schiste
Ne doit pas être confondu avec huile de schiste.
Le pétrole de schiste (en anglais tight oil) est un pétrole léger contenu dans des formations géologiques poreuses de faible perméabilité, souvent du schiste ou du grès. Certains considèrent qu'il serait « plus juste de parler de pétrole ou de gaz de roche-mère, plutôt que de schiste. » Il s'agit d'un type de pétrole léger de réservoirs étanches (en anglais tight oil ou light tight oil, abrégé LTO).
La production de pétrole de schiste recourt aux mêmes procédés de fracturation hydraulique et emploie souvent la même technique de forage de puits horizontaux que l'exploitation du gaz de schiste.
Ce pétrole léger ne doit pas être confondu avec le pétrole synthétique issu de schiste bitumineux riche en kérogènes, aussi appelé huile de schiste.

## Inventaire
Des formations de pétrole de schiste ont été localisées dans divers points du globe :  
- États-Unis : formation de Bakken au Dakota du Nord, au Montana; formation de Niobrara qui chevauche les états du Wyoming et du Colorado; schistes de Barnett et formation d'Eagle Ford au Texas ; formation de Monterey Santos en Californie ; formation d'Utica en Ohio[4] ;
- Canada : formation de Bakken/Exshaw au Manitoba, en Saskatchewan, en Alberta et en Colombie-Britannique; formation de Cardium et du groupe des Beaverhill Lake en Alberta ; formation de Viking (Alberta et Saskatchewan; formation de Shaunavon (Saskatchewan); formation de Montney/Doig (Colombie-Britannique et Alberta) ; formation d'Amaranth (Manitoba)[4] ;
- Syrie : formation R'Mah ;
- Golfe Persique : formation Sargelu, formation Athel (Oman) ;
- Russie : formation Bazhenov et formation Achimov ;
- Australie : Coober Pedy ;
- Mexique : Chicontepec[2] ;
- Argentine : Vaca Muerta[6].

En juin 2013, le Bureau de l'énergie des États-Unis a publié un inventaire global des ressources estimées de pétrole et de gaz de schiste dans des formations de ce type. Toutefois, cet inventaire est incomplet en raison de l'exclusion du pétrole et du gaz de schiste provenant de sources autres que le grès ou les roches carbonatées, des formations sous-jacentes aux grands champs pétrolifères du Moyen-Orient et de la mer Caspienne ainsi que les gisements extra-côtiers, sur lesquels il existe peu d'informations. Il ne s'y trouve que les dépôts de grande qualité susceptibles d'être exploités.
En 2012, au moins 4 000 nouveaux puits de production de pétrole de schiste ont été mis en service aux États-Unis et au Canada, ce qui est supérieur au nombre de nouveaux puits de pétrole et de gaz, tant conventionnels que non conventionnels, ouverts dans le reste du globe.

## Caractéristiques
Les formations de pétrole de schiste sont hétérogènes. Elles varient énormément sur de faibles distances, au point que le montant récupéré dans un forage horizontal peut varier, de même que le montant d'un champ entier ou même un forage adjacent. Cela rend difficile toute prévision de profit des puits dans un champ donné. La production de pétrole exige un apport de gaz naturel.

## Conditions d'exploitation
En 2013, les zones d'exploitation dans la formation de Bakken sont de 130 ha, mais pourraient être réduites de moitié afin d'intensifier l'exploitation.
On commence par forer un puits pouvant aller jusqu'à 3 km de profondeur, à la suite de quoi le forage se fait horizontalement, sur une longueur de 2 à 3 km, ce qui exige un savoir-faire et des équipements sophistiqués. Il faut pomper dans ces forages un produit de fracturation hydraulique (eau, pétrole, azote, dioxyde de carbone ou propane liquéfié) auquel s'ajoutent des additifs chimiques afin d'augmenter la pression dans la roche jusqu'à ce qu'elle se fracture et qu'un agent de soutènement (sable ou billes de céramique) s'insère alors dans les poches ainsi créées pour les maintenir ouvertes et permettre l'écoulement du pétrole vers le puits.
Le développement de l'exploitation du pétrole de schiste peut être limité par le manque d'appareils de forage, dont les 2/3 se trouvent aux États-Unis et au Canada. En octobre 2013, on estimait qu'il y avait au Dakota du Nord entre 171 et 185 équipements de forage actifs.
Ailleurs, les plates-formes de forage ne sont pas équipées pour le forage horizontal. Le nombre de puits peut aussi être une contrainte, car l'exploitation du pétrole de schiste exige beaucoup plus de puits que les puits traditionnels. Selon Leonardo Maugeri, l'ensemble de ces facteurs se révèle d'une difficulté insurmontable en Europe. En 2013, dans le seul État du Dakota, on avait foré 9 000 puits et on estimait que l'exploitation totale de la ressource en exigerait de 35 000 à 40 000.
L'économiste Alan Greenspan estime que la technique appliquée dans l’extraction du pétrole de schiste est plus flexible que celle utilisée dans les puits conventionnels. Selon lui, la plupart du temps, ils peuvent être mis en production plus rapidement et l’extraction se fait aussi plus rapidement.
Pendant plus de dix ans, l'industrie du pétrole de schiste a investi à perte aux États-Unis. Fin 2017, pour la première fois, le secteur est en train de parvenir à l'équilibre financier, grâce à la remontée des cours du brut, mais aussi grâce à un énorme effort de réduction des coûts. Les investissements sont de plus en plus ciblés sur le Bassin permien, à cheval sur le Texas et le Nouveau-Mexique, plus étendu et dont le potentiel est plus élevé que celui des autres régions, selon l'Energy Information Administration américaine. Les techniques de forage ont rapidement évolué : les exploitants ont de plus en plus recours au forage horizontal, sur des distances qui peuvent atteindre 2 km ; le rendement de la fracturation hydraulique est de plus en plus élevé, grâce à l'injection massive de sable qui maximise l'extraction de brut. Les puits produisent donc plus de pétrole, plus vite : dans le Bassin permien, chacun d'eux produit en moyenne plus de 500 barils par jour dès le premier mois d'exploitation, deux fois plus qu'en 2015, selon l'EIA. La production de chaque puits décline ensuite très rapidement, souvent six mois après la mise en service.

## Évaluation des ressources
On trouvera ci-dessous un estimé (de juin 2013) des ressources de haute qualité récupérables à l'aide de la technologie actuelle et économiquement rentables en fonction du prix en vigueur ou anticipé :
- Russie : 75 milliards de barils ;
- États-Unis : 48 à 58 milliards de barils (15,42 dans la formation Monterey/Santos, 3,65 dans la formation de Bakken, 3,35 dans la formation d'Eagle Ford)[4] ;
- Chine : 32 milliards de barils ;
- Argentine : 27 milliards de barils ;
- Libye : 26 milliards de barils ;
- Venezuela : 13 milliards de barils ;
- Mexique : 13 milliards de barils ;
- Pakistan : 9 milliards de barils ;
- Canada : 9 milliards de barils ;
- Indonésie : 8 milliards de barils ;
- Total mondial : 335 à 345 milliards de barils.

## Production et perspectives
Aux États-Unis, la production de pétrole de schiste a commencé en juillet 2006 dans la formation de Bakken au Dakota du Nord et au Montana et pourrait s'étendre à la formation de Three Forks dans le même État. Le développement s'est accéléré en 2010 de telle sorte que la production de la formation de Bakken était de 400 000 barils/j en juin 2011 et de 874 000 barils/j en juillet 2013. Elle devrait culminer en 2023 avec 2 millions de barils/j pour ensuite décliner et retourner au niveau de 2010 en 2050.
Au Canada, la production de ce pétrole était de 78 000 barils/j en mars 2011 dans la portion de cette formation qui s'étend en Saskatchewan et au Manitoba.
Selon un rapport de l'Agence internationale de l'énergie, les États-Unis deviendront le premier producteur mondial en 2020. Cette montée en puissance sur le marché des exportateurs de pétrole a entraîné une baisse des exportations de pétrole de l'Arabie Saoudite, qui sont passées de 10,2 millions de barils à 9,5 en 2013.
Le rapport 2014 de l’Agence internationale de l’énergie (AIE) sur les perspectives énergétiques mondiales (World Energy Outlook 2014 ) prévoit que la consommation de pétrole continuera à augmenter, de 90 millions de barils par jour (Mbbl/j) en 2013 à 104 Mbbl/j en 2040, malgré le ralentissement progressif de cette croissance, y compris en Chine, qui devrait dépasser les États-Unis au rang de premier consommateur mondial vers 2030. Mais ce n’est pas grâce au pétrole de schiste que ces besoins pourront être satisfaits : son extraction nécessite le forage de nombreux puits, dont le rendement décline très rapidement. Selon l’AIE, les États-Unis, qui deviendront le premier producteur mondial d’hydrocarbures liquides (pétrole et liquides de gaz naturel) entre 2020 et 2025 avec 12,5 Mbbl/j, devant l’Arabie saoudite (10,8 Mbbl/j) et la Russie (11 Mbbl/j), verront leur production décliner à compter de la fin des années 2020, pour retrouver en 2040 leur niveau de 2013 (10,1 Mbbl/j). Les sables bitumineux du Canada, le Brésil, le Mexique et le Kazakhstan pourraient prendre le relais des États-Unis. Mais les pays de l’OPEP, en particulier ceux du Moyen-Orient, devraient maintenir une part significative.
Selon la journaliste financière Bethany McLean, qui fut la première à dénoncer les malversations d'Enron quand tout le monde criait au génie, dix ans après la révolution du schiste américain, il reste impossible d'affirmer si extraire le pétrole et le gaz par fracturation hydraulique rapporte de l'argent ; sous perfusion continue de Wall Street, le secteur est, selon elle, incapable de tenir sur ses jambes. La production des puits dans le bassin du Bakken (Dakota) diminue de près de 70 % la première année, et de plus de 85 % dans les trois ans ; les producteurs de schiste n'ont d'autre choix que de forer en permanence, et donc d'emprunter sans cesse. Grâce à la politique ultra-accommodante de la Fed, le secteur s'est financé gratuitement sans jamais avoir besoin de gagner de l'argent : entre 2005 et 2015, la dette des producteurs nord-américains a donc triplé à 200 milliards de dollars. Alors que les taux d'intérêt remontent, nombre d'analystes sont convaincus que le secteur n'est pas viable.
En mars 2023, le spécialiste du schiste Pioneer estime que la production dans le bassin permien, le plus prolifique des États-Unis, pourrait atteindre son pic dans cinq à six ans ; le PDG de ConocoPhillips juge également que « le bassin permien a été un grand cadeau, cela va continuer, mais on voit le plateau à l'horizon ».

## Enjeux environnementaux

### Émissions de gaz à effet de serre
Comme tous les combustibles fossiles, le pétrole de schiste engendre des émissions de gaz à effet de serre, en particulier de dioxyde de carbone (CO2) et surtout de méthane, aussi bien au stade de sa production qu'à celui de son transport, du raffinage et surtout de sa consommation. Il figure donc parmi les principaux responsables du réchauffement climatique.

### Nappe phréatique
Selon l'industrie, ces forages ne menacent pas la nappe phréatique, car ils se font bien en dessous de celle-ci. Certains s'inquiètent toutefois du rejet de millions de litres d'eaux usées, contaminées par des produits chimiques. Un rapport rendu public le 5 février 2014 établit que les 40 000 puits creusés depuis 2011, dont la moitié se trouvent au Texas, ont consommé 370 000 000 m3 d'eau. Or, les trois quarts de ces puits sont situés dans des régions semi-arides ou souffrant de sécheresse, ce qui laisse prévoir un conflit entre cette industrie et les autres usagers de l'eau. Dans certaines régions, la nappe phréatique a baissé d'une centaine de mètres au cours des dernières années. Selon ce rapport, « le boom de la fracturation hydraulique du gaz et du pétrole exige davantage d'eau que nous n'en avons à notre disposition ».

### Pollution atmosphérique
Les résidents voisins des puits se plaignent de maux de tête, de nausées et de saignements du nez.
On estime que 30 % du gaz naturel extrait des puits de pétrole de la formation de Bakken est brûlé en raison du manque de gazoduc pour l'acheminer sur les marchés.

### Haute concentration de sulfures
La forte concentration en sulfure d'hydrogène observée dans les pétroles légers de la formation de Bakken pose des problèmes de sécurité pour les employés qui doivent manipuler ce produit lors de l'extraction, de l'entreposage ou du transport. Alors que la concentration maximale permise est de 50 ppm, des niveaux de 1 200 ppm ont été enregistrés par Enbridge. Ce haut taux est aussi responsable d'une dégradation accélérée des canalisations.

### Problèmes de transport
L'exploitation de ce pétrole a entraîné un boom dans le transport par wagon-citerne, car celui-ci se révèle plus économique que la construction d'un oléoduc en raison de la faible durée de vie de ces puits, même si le coût du mètre cube transporté par train est de deux à trois fois plus élevé.
Or, le pétrole de la formation de Bakken est très différent du brut ordinaire et ressemble à de l'essence, à tel point qu'il est parfois utilisé comme carburant à la sortie du puits; il est tellement léger qu'il est très inflammable et explosif. En l'absence d'oléoduc —délai de près de dix ans pour l'approbation du Keystone XL—, les producteurs ont eu massivement recours, dès 2008, au transport par trains, véritables pipelines sur rail comptant de 70 à 120 wagons-citernes de type DOT-111. En 2013, ce mode de transport est remis en question après l'accident ferroviaire de Lac-Mégantic de juillet, une autre explosion survenue en Alabama le 8 novembre et l'évacuation en décembre 2013 d'une ville de 3 000 habitants à la suite de l'explosion d'un train comportant 100 wagons-citernes au Dakota du Nord.
En outre, le nettoyage des eaux contaminées par l'accident de Lac-Mégantic s'est révélé beaucoup plus difficile et plus coûteux que prévu, en dépit de la désignation de ce pétrole comme étant « léger ».